# Giải thưởng sách Quốc gia 2019
Giải thưởng sách Quốc gia lần thứ 2 được tổ chức trong năm 2019. Có tổng cộng 27 cuốn sách được trao giải, bao gồm::

## Các giải thưởng

### Giải A
Giải A của Giải thưởng sách Quốc gia 2019 gồm có 2 tác phẩm đoạt giải, bao gồm:
- Hai bộ sách Động vật chí (từ tập 26 đến tập 31) và Thực vật chí Việt Nam (từ tập 12 đến tập 21) của NXB Khoa học tự nhiên và Công nghệ
- Bộ sách Vùng đất Nam Bộ – Quá trình hình thành và phát triển (gồm 2 tập tổng quan và 10 tập chuyên khảo sâu) do tập thể tác giả do cố GS. Phan Huy Lê tổng chủ biên, NXB Chính trị Quốc gia Sự thật.

### Giải B
Giải B của Giải thưởng sách Quốc gia 2019 gồm có 13 tác phẩm đoạt giải, bao gồm:
- Bình luận khoa học Bộ luật Hình sự năm 2015 (Sửa đổi, bổ sung năm 2017) – Phần các tội phạm; Tập thể tác giả; NXB Công an nhân dân.
- Các dân tộc ở Việt Nam (4 tập); tác giả: PGS.TS Vương Xuân Tình (chủ biên); NXB Chính trị Quốc gia Sự thật.
- Một Điểm tinh hoa – Thơ văn Hồng Hà nữ sĩ; tác giả: PGS.TS Trần Thị Băng Thanh (sưu tập và giới thiệu); NXB Phụ nữ.
- Bảo vệ môi trường nông nghiệp nông thôn; tác giả: GS.TSKH Lê Huy Bá (chủ biên), PGS.TS Nguyễn Xuân Hoàn, PGS.TS Đinh Đại Gái, TS. Thái Vũ Bình, Ths Võ Đình Long; NXB Giáo dục Việt Nam.
- Lipit từ hạt một số loài thực vật Việt Nam; tác giả: Đoàn Lan Phương (chủ biên), Phạm Minh Quân, Lã Đình Mỡi, Nguyễn Quốc Bình, Bertrand Matthaeus, Phạm Quốc Long; NXB Khoa học tự nhiên và Công nghệ.
- Các cấu trúc tinh thần của nghệ thuật; tác giả: Vũ Hiệp; NXB Mỹ thuật.
- Nguyễn Trãi Quốc âm từ điển; tác giả: Trần Trọng Dương; NXB: Văn học; Đơn vị liên kết: Công ty TNHH Sách và Truyền thông Việt Nam (Nhà sách Tri thức Trẻ).
- Hùng Binh; tác giả: Đặng Ngọc Hưng; NXB Trẻ.
- Tranh dân gian Việt Nam sưu tầm và nghiên cứu; tác giả: Maurice Durand, dịch và giới thiệu: Nguyễn Thị Hiệp và Olivier Tessier; NXB Văn hóa – Văn nghệ Thành phố Hồ Chí Minh.
- Sa Huỳnh – Lâm Ấp – Chămpa thế kỷ 5 trước Công nguyên đến thế kỷ 5 sau Công nguyên (Một số vấn đề khảo cổ học); tác giả: Lâm Thị Mỹ Dung; NXB Thế giới.
- Xóm bờ giậu; tác giả: Trần Đức Tiến; NXB Kim Đồng
- Những bài học ngoài trang sách; tác giả: Đỗ Nhật Nam; NXB Lao động; Đơn vị liên kết: Công ty Cổ phần Sách Thái Hà
- Tranh truyện lịch sử Việt Nam (10 tập); tác giả: Tạ Huy Long, Lê Phương Liên, Nam Việt, Minh Hiếu, Hà Ân, An Cương, Nguyễn Việt Hà; NXB Kim Đồng.

### Giải C
Giải C của Giải thưởng sách Quốc gia 2019 gồm có 12 tác phẩm đoạt giải, bao gồm:
- Tư tưởng nhân văn quân sự Việt Nam (6 tập); tác giả: Thiếu tướng, PGS.TS.NGND Nguyễn Bá Dương (tổng chủ biên); Nhà Xuất bản Quân đội Nhân dân.
- Đổi mới sự lãnh đạo của Đảng trong điều kiện xây dựng Nhà nước pháp quyền xã hội chủ nghĩa ở Việt Nam; tác giả: PGS.TS Vũ Trọng Lâm; Nhà Xuất bản Chính trị Quốc gia Sự thật.
- Hệ thống cảng thị trên Sông Đàng Ngoài: Lịch sử Ngoại thương Việt Nam thế kỷ XVII – XVIII; tác giả: Đỗ Thị Thùy Lan; Nhà Xuất bản Đại học Quốc gia Hà Nội; Đơn vị liên kết: Công ty Cổ phần Tri thức văn hóa sách Việt Nam.
- Tự sự học – Lí thuyết và ứng dụng; tác giả: Trần Đình Sử (chủ biên), Trần Ngọc Hiếu, Đỗ Văn Hiểu, La Khắc Hòa, Cao Kim Lan, Nguyễn Thị Ngọc Minh, Lê Trà My, Lê Lưu Oanh, Nguyễn Thị Hải Phương; NXB Giáo dục Việt Nam.
- Bình luận khoa học Hiến pháp hiện hành (Năm 2013); tác giả: GS.TS Hoàng Thế Liên (chủ biên); NXB Chính trị Quốc gia Sự thật.
- Những vấn đề tim mạch thiết yếu – Tiếp cận từ các câu hỏi lâm sàng với cập nhật khuyến cáo; Tác giả: GS.TS Huỳnh Văn Minh và PGS.TS Hoàng Anh Tiến (đồng chủ biên); NXB Đại học Huế.
- Từ điển hóa học Anh – Việt; tác giả: Lâm Ngọc Thiềm và Nguyễn Đức Huệ (đồng chủ biên), Nguyễn Đức Chuy, Huỳnh Văn Trung; NXB Giáo dục Việt Nam.
- Vũ trụ toàn ảnh; tác giả: Michael Talbot, do Phạm Văn Thiều và Nguyễn Đình Điện dịch; NXB Trẻ.
- Leonardo Da Vinci; tác giả: Walter Isaacson, do Nguyễn Thị Phương Lan dịch, Phạm Diệu Hương hiệu đính; NXB Thế giới; đơn vị liên kết: Công ty Cổ phần Sách Omega Việt Nam.
- Chuyện Đông chuyện Tây (4 tập); tác giả: An Chi; NXB Tổng hợp Thành phố Hồ Chí Minh.
- Phác họa Nghê – gã linh vật bên rìa (Nhìn từ đền Vua Đinh, Vua Lê); tác giả: Trần Hậu Yên Thế (chủ biên), Nguyễn Đức Hòa, Hồ Hữu Long; NXB Thế giới.
- Từ thầy tuồng đến đạo diễn tuồng; tác giả: Đặng Bá Tài; NXB Sân khấu.